# Svenska Scoutunionen
Svenska Scoutunionen (SSU) var från 1930 till 1968 paraplyorganisationen för den svenska scoutrörelsen. Under större delen av sin existens samordnade man dock bara pojkscoutrörelsen medan flickscouterna organiserades i Sveriges Flickscoutråd (SFR).
1965 blev även SFR en del av SSU och följaktligen bildades också en motpart för pojkar, Sveriges Pojkscoutråd (SPR). Redan tre år senare, 1968, omorganiserades dock organisationen igen genom att all verksamhet överfördes till Svenska Scoutrådet (SSR).
Svenska Scoutunionen var Sveriges representant i World Organization of the Scout Movement (WOSM) medan medlemskapet i  flickornas motsvarighet, WAGGGS, hela tiden innehades av SFR.

## Medlemsorganisationer
- Sveriges Scoutförbund (1930-1960) senare  Svenska Scoutförbundet (1960-1968)
- SMU:s scoutförbund (1961-1968)
- KFUM:s scoutförbund (1930-1960) senare KFUK-KFUM:s scoutförbund (1960-1968)
- NTO:s scoutförbund (1930-1968)
- IOGT:s scoutförbund (1930-1968)
- Sveriges Blå Bands scoutförbund (Okänt)
- Frälsningsarméns scoutförbund (1943-1968)

## Ordförande
- Prins Gustaf Adolf (1930-1947)
- Folke Bernadotte (1947-1948)
- Åke Sundelin (1948-1968)